# 马马拉普拉姆

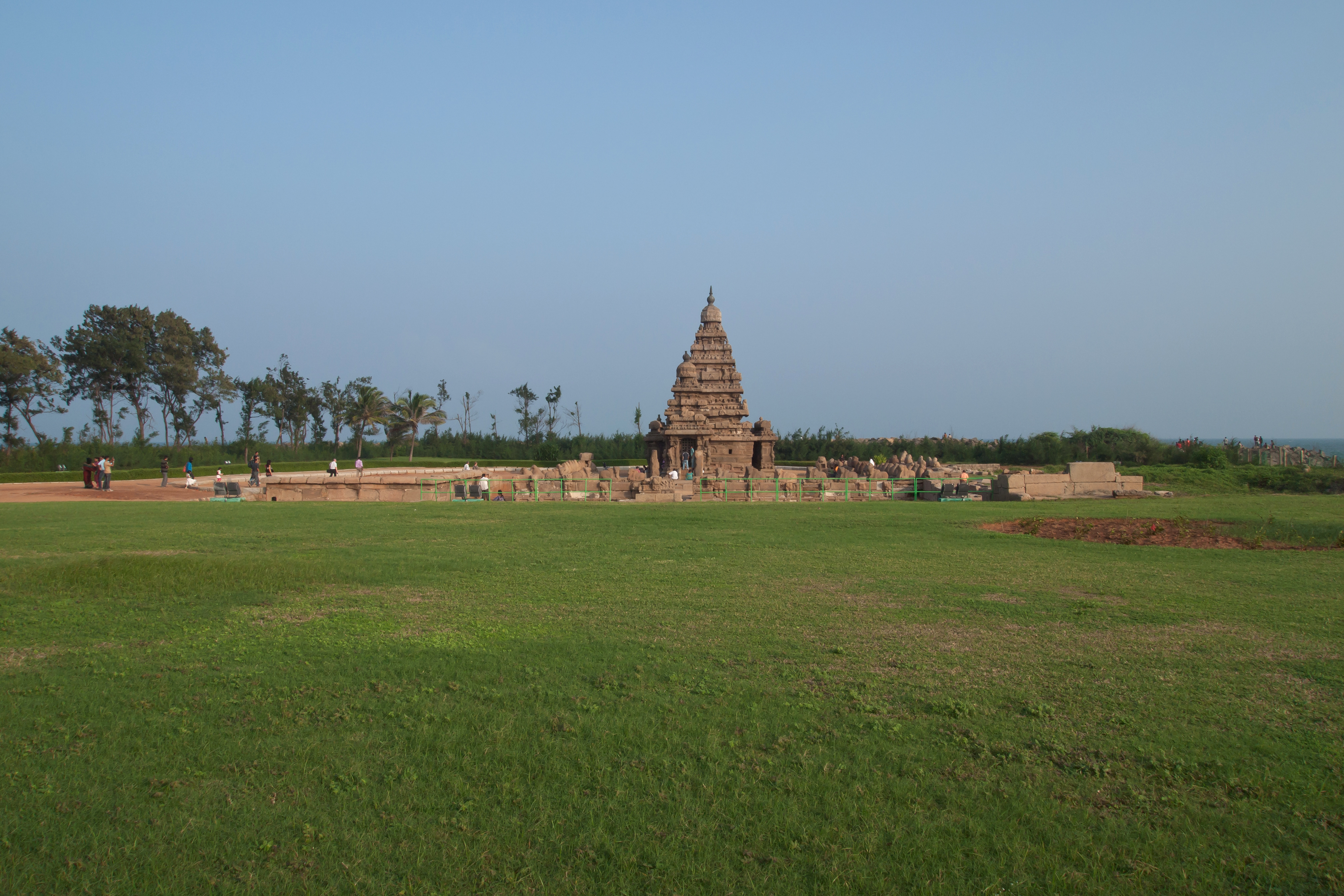
Mahabalipuram temple

马马拉普拉姆（Mamallapuram），是印度泰米尔纳德邦Kancheepuram县的一个城镇。总人口12049（2001年）。

## 人口
该地2001年总人口12049人，其中男性6266人，女性5783人；0—6岁人口1506人，其中男768人，女738人；识字率73.88%，其中男性为81.55%，女性为65.57%。